# Sjulstjärnen (Sorsele socken, Lappland)
Sjulstjärnen är en sjö i Sorsele kommun i Lappland och ingår i Umeälvens huvudavrinningsområde. Sjöns area är 0,03 kvadratkilometer och den befinner sig 365 meter över havet.